# 쯔엉푹로안
쯔엉푹로안(베트남어: Trương Phúc Loan / 張福巒, ? ~ 1776년)은 대월 후 레 왕조 응우옌 주의 대신이다. 청화(淸化) 송산현(宋山縣) 사람이다.
1765년 응우옌 푹 코앗(Nguyễn Phúc Khoát)이 사망하고 그의 둘째 아들 응우옌 푹 루안(Nguyễn Phúc Luân)을 후계자로 임명했다. 그러나 로안은 영주의 뜻을 돌이키고 응우옌 푹 투언(Nguyễn Phúc Thuần)을 새 영주로 즉위시켰다. 그런 다음 루안은 투옥되어 살해되었다.
쯔엉푹로안은 응우옌 푹 투언의 통치 기간 동안 섭정을 역임했다. 그는 사람들이 그를 송나라 재상 진회(秦檜)와 비교할 정도로 인기가 없었기 때문에 "쯔엉딴꺼이(張秦檜)"라는 별명을 얻었다. 쯔엉푹로안을 제거하기 위해 테이 손(Tây Sơn) 형제는 1771년에 반란을 일으켜 코앗의 장손인 응우옌 푹 즈엉(Nguyễn Phúc Dương)을 즉위시키겠다고 말했다. 남부 베트남은 혼란에 빠졌다. 이 소식을 들은 베트남 북부의 찐 삼(Trịnh Sâm) 영주는 1774년 호앙 응우 푹(Hoàng Ngũ Phúc)을 남쪽으로 보내 응우옌 영주가 배반한 장관 쯔엉 푹 로안을 체포하도록 돕겠다는 구실을 내세웠다. 찐(Trịnh) 군대가 푸쑤언(Phú Xuân)에 도착했을 때 로안은 응우옌 관리들에게 체포되어 찐 군대에 끌려갔다. 그는 탕롱(Thang Long)으로 끌려가 도중에 사망했다.